# ヌラーゲ文明
ヌラーゲ文明 (Nuragic civilization) は、青銅器時代から鉄器時代にかけて（紀元前1700年 - 紀元前700年）イタリアのサルデーニャ島で興り発展した古代文明である。同時代の文明には、ギリシャのミケーネ文明、イタリア半島のアペニン文化とテラマーレ文化、シチリアのタプソス、イベリア半島のエル・アルガール文化の末期がある。
ヌラーゲ文明は、新石器時代からサルデーニャ島に既に拡がっていた文化にが徐々に発展して形成されたものである。新石器時代の痕跡として今日知られているものには、ドルメンやメンヒルやドムス・デ・ヤナスがあるが、これらに金属器時代の新しい刺激と文化的貢献が加えられた。